# Distrito de Santiago de Challas
El distrito de Santiago de Challas es uno de los trece distritos de la Provincia de Pataz, ubicada en el Departamento de La Libertad, bajo la administración del Gobierno regional de La Libertad, en el norte del Perú.
Desde el punto de vista jerárquico de la Iglesia católica forma parte de la Prelatura de Huamachuco.

## Historia
Asegurada la independencia, la nueva demarcación territorial que promulgó Bolívar crea la provincia de Pataz con la fusión de tres corregimientos: Pataz, Collay y Caxamarquina (este último hoy Bolívar). En ella se encontraba el territorio del actual distrito de Santiago de Challas.  
El distrito fue creado mediante Ley del 18 de junio de 1987, en el primer gobierno del Presidente Alan García.

## Geografía
Abarca una superficie de 129,44 km².

### Anexos
- Huallomarca

- Challhuacharina

- Sol Naciente

- Pocpos

- Huaganto
- Santa Cruz
- Parcoysillo
- Cuypirmarca
- Huanchay
- La Victoria
- Sarumarca
- Corhuacan
- Miramar
- Villaflorida
- San Pedro

## Autoridades

### Municipales
- Alcalde: 2019 - 2022 Roberto Jesús Jara Sevillano, Acción Popular (AP).

Regidores:
1. Luis Carruitero Galindos (AP)
2. Jhon Jaivier Haro Puelles (AP)
3. Ambrosia López Haro (AP)
4. Nelvia Tantapoma Quispe (AP)
5. Cirilo Villanueva De La Cruz (Frente Amplio)
- Alcalde: 2015 - 2018 Abertano Luna Benites, APRA.
- 2011 - 2014[2]
  - Alcalde: Melanio Domínguez Padilla, Partido Popular Cristiano (PPC).
  - Regidores:  Eutimio Paredes Marín (PPC), Dionicio Quispe Príncipe (PPC), Feliciano Cipiriano Campos Martínez (PPC), Priscila Dalila Haro Quispe (PPC), Filiverto Escobedo Sevillano (Súmate - Perú Posible).[3]
- 2007 - 2010
  - Alcalde: Fabián Cruzado Luna, Movimiento Nueva Izquierda.
- 2023 - 2026
  - Alcalde: Yoni Gregorio Pinedo, Partido Político Trabajo mas Trabajo.

### Policiales
- Comisario: PNP.

### Religiosas
- Prelatura de Huamachuco[4]
  - Obispo Prelado de Huamachuco: Monseñor Sebastián Ramis Torres, Rev.P. Johnny Gómez Ávila (Capellán de las Madres JVV, Desde febrero del 2016).[5]